# Algorytm de Casteljau
Algorytm de Casteljau – algorytm opracowany przez Paula de Casteljau, pozwalający na wyznaczenie punktów na wielomianowej krzywej Béziera, czyli obliczanie wartości wielomianów w bazie wielomianów Bernsteina.
Dana jest dowolna łamana zdefiniowana przez {\displaystyle n+1} wierzchołków {\displaystyle p_{0},p_{1},\dots ,p_{n}} oraz liczba {\displaystyle t\in [0,1].} Każdy odcinek łamanej jest dzielony w stosunku {\displaystyle t:{1-t},} czego wynikiem jest {\displaystyle n} wierzchołków, które wyznaczają nową łamaną. Proces powtarzany jest do chwili, aż zostanie jeden punkt {\displaystyle p(t),} co wymaga wykonania {\displaystyle n} kroków. Ostatecznie otrzymuje się {\displaystyle n+1} ciągów punktów (indeks górny oznacza krok algorytmu):

{\displaystyle {\begin{matrix}p_{0}^{(0)},p_{1}^{(0)},p_{2}^{(0)},p_{3}^{(0)},\dots ,p_{n}^{(0)}\\p_{0}^{(1)},p_{1}^{(1)},p_{2}^{(1)},\dots ,p_{n-1}^{(1)}\\\vdots \\p_{0}^{(n-1)},p_{1}^{(n-1)}\\p_{0}^{(n)}\\{}\end{matrix}}}

Punkt {\displaystyle p(t)^{(n)}} leży na krzywej Béziera, której łamaną kontrolną tworzą wyjściowe punkty {\displaystyle p_{0}^{(0)},p_{1}^{(0)},p_{2}^{(0)},\dots ,p_{n}^{(0)}.} Wykonując algorytm dla wszystkich {\displaystyle t} z przedziału {\displaystyle [0,1]} otrzymywane są wszystkie punkty krzywej Béziera.

Algorytm de Casteljau – cztery kolejne łamane, na czerwono wynikowy punkt Kolorem czarnym narysowano krzywą Béziera, na której leży

Za pomocą algorytmu de Casteljau można również:
- Wyznaczyć punkty kontrolne dwóch krzywych, tak aby połączyć je z zadaną ciągłością geometryczną (zob. krzywa B-sklejana).
- Podzielić krzywą na dwie krzywe w punkcie {\displaystyle p(t).} Łamane kontrolne są wyznaczane przez punkty leżące na brzegach przedstawionego wyżej „trójkąta punktów” – łamaną kontrolną pierwszej krzywej opisują punkty: {\displaystyle p_{0}^{(0)},p_{0}^{(1)},\dots ,p_{0}^{(n-1)},p_{0}^{(n)},} a drugą: {\displaystyle p_{n}^{(0)},p_{n-1}^{(1)},\dots ,p_{1}^{(n-1)},p_{0}^{(n)}.} Obie krzywe są tego samego stopnia co dzielona krzywa.

Podział krzywej Béziera algorytmem de Casteljau